# Michelle Federer
Michelle Federer est une actrice et chanteuse américaine née le 5 décembre 1973 à Shaker Heights, Ohio, États-Unis.

## Jeunesse et éducation
Michelle est la fille de John et Claudia Federer. Elle a grandi à Shaker Heights, dans l'Ohio à la Shaker Heights High School Theatre Arts Department (Département des Arts du Théâtre du lycée de Shaker Heights) sous la direction de James Thornton, où elle a acquis une première expérience en travaillant dans le programme théâtrale de l'University School, où elle est devenue amie avec un futur membre du casting de Wicked, Michael Seelbach.